# Got to Be Certain
Got to Be Certain è una canzone della cantautrice australiana Kylie Minogue, contenuta nel suo album di debutto Kylie. È stata scritta e prodotta da Stock, Aitken & Waterman, che hanno anche prodotto anche i primi quattro album della cantante, ed è stata estratta come secondo singolo dall'album il 2 maggio 1988.

## Video musicale
Il video di Got to Be Certain è stato diretto da Chris Langman ed è stato girato nell'aprile del 1988 a Melbourne, in Australia: inizia con Kylie ad un servizio fotografico in uno studio artistico, e continua mostrandola mentre cammina vicino al fiume Yarra a Melbourne, sul tetto di un grattacielo, su una giostra e mentre balla in un bar in compagnia degli amici.

## Esecuzioni dal vivo
Kylie ha interpretato la canzone nei seguenti tour:
- Disco in Dream/The Hitman Roadshow
- Enjoy Yourself Tour
- Rhythm of Love Tour
- Let's Get to It Tour
- North American Tour 2009
- Aphrodite World Tour
- Anti Tour
- Kiss Me Once Tour

Una performance è stata eseguita anche allo special televisivo The Kylie Show.

## Tracce
CD singolo
1. Got to Be Certain (Extended Mix) – 6:36
2. I Should Be So Lucky (Extended Mix) – 6:08
3. Got to Be Certain (Out for a Duck, Bill, Platter Plus Dub Mix) – 3:17 – (Strumentale)

Vinile 7"
1. Got to Be Certain (Extended Mix) – 6:36
2. Got to Be Certain (Out for a Duck, Bill, Platter Plus Dub Mix - Strumentale) – 3:17

Vinile 12"
1. Got to Be Certain (Extended Mix) – 6:36
2. Got to Be Certain (Out for a Duck, Bill, Platter Plus Dub Mix - Strumentale) – 3:17
3. Got to Be Certain – 3:17

Vinile 12" (Remix)
1. Got to Be Certain (Ashes to Ashes – The Extra Beat Boys remix) – 6:52
2. Got to Be Certain (Out for a Duck, Bill, Platter Plus Dub Mix - Strumentale) – 3:17
3. Got to Be Certain – 3:17

## Successo commerciale
Il 2 maggio 1988, Got to Be Certain è stata pubblicata nel Regno Unito. La canzone divenne la seconda hit da top5 di Kylie quando, dopo essere entrata nella classifica dei singoli alla 15ª posizione, arrivò alla 2ª, rimanendovi per tre settimane consecutive. Sempre nel Regno Unito, ha venduto 278 000 copie. Fuori dal Regno Unito la canzone ha avuto abbastanza successo. È arrivata alla 1ª posizione in sette Paesi, come la Finlandia e Israele. Al tempo, la canzone ha venduto 17 227 copie in Svezia. In Nuova Zelanda, è arrivata alla 2 posizione ed è rimasta in classifica per 14 settimane, diventando la sua canzone di maggior successo in quel Paese al tempo.
In Australia, Got to Be Certain divenne il secondo singolo di Kylie Minogue ad arrivare alla numero uno in classifica, rimanendoci per tre settimane consecutive.

## Classifiche
| Classifica (1988) | Posizione Massima |
| ----------------- | ----------------- |
| Australia         | 1                 |
| Austria           | 9                 |
| Belgio            | 17                |
| Danimarca         | 6                 |
| Europa            | 2                 |
| Finlandia         | 1                 |
| Francia           | 9                 |
| Germania          | 6                 |
| Irlanda           | 4                 |
| Italia            | 41                |
| Nuova Zelanda     | 2                 |
| Norvegia          | 6                 |
| Sudafrica         | 6                 |
| Svezia            | 19                |
| Svizzera          | 8                 |
| Regno Unito       | 2                 |

### Classifiche di Fine Anno
| Classifica (1998) | Posizione |
| ----------------- | --------- |
| Australia         | 18        |
| Europa            | 39        |
| Germania          | 58        |
| Regno Unito       | 21        |